# Казки греків Надазов'я
Казки є переважаючим жанром у фольклорі надазовських греків.

## Особливості
Народні казки надазовських греків побудовані за традиційними казковими канонами. У них у порівнянні з українськими майже нема картин природи та побуту. Характерні оригінальні зачини (початок) і кінцівки. Зустрічається подібність сюжетів, народних уявлень і персонажів у казках надазовських греків та інших народів, що проживають або проживали у Криму і Надазов'ї. Характерними є числа 3 і 40. Спостерігаються елементи міфологічної свідомості. Вживаються конкретні географічні назви. Текст казок насичений діалогами, прямою мовою. Мова здебільшого римована.
Виділяються такі різновиди казок, як чарівні, про тварин, соціально-побутові, новелістичні. Зустрічаються також прислів'я, приказки. У деяких прислів'ях, приказках зустрічаються слова давньогрецького походження. Іноді зустрічаються елементи язичницьких вірувань та українського фольклору.

## Систематизація
Збором казок надазовських греків та їх публікацією займалися лінгвістка Т. М. Чернишова, румейська поетка і етнографиня О. Н. Петренко-Ксенофонтова, філологиня Ю. Б. Лабецька (Кутна), румейський поет і етнограф Л. Н. Кир'яков.
О. Н. Петренко-Ксенофонтова уклала (разом із казкарем Пантелієм Ксенофонтовим) збірку «Казки Сартани», яка, на жаль, так і не була опублікована.
Л. Н. Кир'яков є співупорядником збірки «Казки греків Надазов'я», яка була перекладена А. Андреєвою на українську мову, і відтак доступна широкому загалу (видання двомовне).